# La Courneuve – 8 Mai 1945 (stanice metra v Paříži)
La Courneuve – 8 Mai 1945 je konečná stanice pařížského metra na lince 7. Leží za hranicemi Paříže na předměstí La Courneuve pod kruhovým náměstím Place du 8 Mai 1945.

## Historie
Stanice byla otevřena 6. května 1987 při posledním rozšíření linky ze sousední stanice Fort d'Aubervilliers. Další prodloužení se plánuje v časovém horizontu 2013–2020.
6. července 1992 byl umožněn přestup na tramvajovou linku T1. V roce 2005 byla stanice renovována.

## Název
Jméno stanice se skládá ze dvou názvů. La Courneuve podle města, ve kterém se nachází a 8 Mai 1945 podle náměstí pojmenovaném na počest ukončení druhé světové války.

## Zajímavosti v okolí
- Muzeum letectví a kosmonautiky v Le Bourget
- Na počátku září se ve městě každoročně koná Fête de l'Humanité pořádaný Komunistickou stranou Francie.